# Tojoda Najuha
Tojoda Najuha (豊田 奈夕葉; Hepburn: Toyoda Nayuha)(Kamakura, 1986. szeptember 15. –) japán válogatott labdarúgó.

## Klub
A labdarúgást a Nippon TV Beleza csapatában kezdte. 2003 és 2011 között a Nippon TV Beleza csapatában játszott. 134 bajnoki mérkőzésen lépett pályára és 6 gólt szerzett. 2012 óta a Speranza FC Osaka-Takatsuki (2012), az Albirex Niigata (2012), a Bunnys Kyoto SC (2013) és a Yokohama FC Seagulls (2014) csapatában játszott. 2014-ben vonult vissza.

## Nemzeti válogatott
2004-ben debütált a japán válogatottban. A japán válogatott tagjaként részt vett a 2007-es világbajnokságon. A japán válogatottban 22 mérkőzést játszott.

## Statisztika
| Japán válogatott | Japán válogatott | Japán válogatott |
| Időszak          | Mérk.            | gól              |
| ---------------- | ---------------- | ---------------- |
| 2004             | 1                | 0                |
| 2005             | 4                | 0                |
| 2006             | 0                | 0                |
| 2007             | 8                | 0                |
| 2008             | 4                | 0                |
| 2009             | 2                | 0                |
| 2010             | 3                | 0                |
| Összesen         | 22               | 0                |

## Sikerei, díjai
Japán válogatott
- Ázsia-kupa:  Bronz; 2010

Klub
- Japán bajnokság: 2005, 2006, 2007, 2008, 2011